# Oxazol
Oxazolul este un compus heterociclic din clasa azolilor, care conține un atom de oxigen în heterociclu,  separat sau nu de un atom de carbon de atomul de azot (1,3-oxazol).
Oxazolii sunt compușii derivați de la oxazol. Aceștia au caracter aromatic, dar mai slab decât al tiazolilor. Oxazolul este o bază slabă, iar acidul său conjugat are un pKa de 0,8, în comparație cu pKa=7 al imidazolului.